# كاندان دومانلى
كاندان دومانلى (بالتركية: Candan Dumanlı)‏ هو مدرب كرة قدم ولاعب كرة قدم تركي في مركز نصف الجناح، ولد في 7 يناير 1939 في قيصرية في تركيا. لعب مع Kayseri Şekerspor ‏.

## وصلات خارجية
- كاندان دومانلى على موقع اتحاد تركيا (لاعب) (الإنجليزية)
- كاندان دومانلى على موقع اتحاد تركيا (مدرب) (الإنجليزية)
- كاندان دومانلى على موقع قاعدة بيانات كرة القدم.إي يو (الإنجليزية)